# Weddellsæl
Weddellsæl, Leptonychotes weddellii, er en forholdsvis stor og talrig ægte sæl med en circumpolar udbredelse omkring Antarktis. Weddellsæler er det pattedyr med den sydligste udbredelse, rækkende så langt mod syd som McMurdo Sound (77°S). Det er den eneste art i slægten Leptonychotes, og er på grund af sin talrighed og tilgængelighed den bedst undersøgte af de antarktiske sæler. Bestandden anslås til 800.000 individer.
Weddellsæl blev opdaget og navngivet i 1820'erne af James Weddell, britisk sælfangerkaptajn, på ekspeditioner i den del af Sydhavet, der i dag kendes som Weddelhavet. Weddelsæler findes imidlertid hele vejen rundt om Antarktis.

## Udseende
Weddellsæler bliver omkring 2,5-3,5 m lange og kan veje op til 400-600 kg, hannerne lidt mindre end hunnerne.Pelsen er tynd og dækker hele kroppen, med undtagelse små områder omkring lufferne. Farve og mønster af pelsen varierer, ofte falmer den med alderen til mattere farver. Pelsen skiftes hvert år, først på sommeren. Voksne sæler er generelt brune, med lysere underside. Pelsen er broget med store mørkere og lysere pletter, på maven sølvskinnende hvid.

## Ynglebiologi
Weddellsæler samles i små grupper rundt omkring revner og huller i isen og kan vedligeholde åndehuller i selv tyk fastis. Ungerne fødes i perioden september til november, senere i områderne længst mod syd. I parringstiden laver weddellsælerne undervandslyde under isen, der er kraftige nok til at kunne høres gennem isen. Parringen foregår i vandet, som for flertallet af ægte sæler, ved at hannen bider fat i nakken på hunnen. Sælerne bliver normalt kønsmodne i 6-8 års alderen, dog kan det være tidligere for enkelte hunner. Weddellsæl er en af de meget få sælarter, der kan føde levedygtige tvillinger. Ungerne kan svømme fra omkring en til to ugers alderen og kan dykke til dybder over 100 m. Efter seks til syv uger er ungerne vænnet fra, og begynder at jage på egen hånd.
 

### Dykning
Weddelsæler kan dykke til flere hundrede meters dybde og i op til 80 minutter ad gangen. Deres store evne til at holde vejret skyldes bl.a. en meget høj koncentration af myoglobin i musklerne. I modsætning til andre pattedyr (inkl. mennesker), kan Weddelsæler, som andre ægte sæler, også i udstrakt grad forbrænde sukker uden brug af ilt (anaerob metabolisme), hvilket forårsager en ophobning af mælkesyre i musklerne. Denne mælkesyre nedbrydes først når sælen er på isen igen, med fri adgang til luftens ilt.
Andre justeringer i sælernes kredsløb under dybe dyk omfatter en sænkning af pulsen (dykkerespons) og en prioritering af blodforsyningen til hjerte og hjerne, frem for muskler og øvrige organer.

## Føde og prædation
Weddellsæler lever af et bredt udvalg af fisk, krill,  blæksprutter og bundlevende krebsdyr.
Synet er den primære sans når der er lys tilstede, men på større dybder og i polarnatten er sælerne afhængige af andre sanser, især knurhårene, der er meget følsomme overfor bevægelser i vandet og kan opfange hvirvler afsat i vandet efter svømmende fisk.
På land har Weddellsæler ingen naturlige fjender. I vandet og på pakisen kan især unger og yngre dyr blive angrebet af spækhuggere og søleoparder. Weddellsæl er beskyttet af Antarktis-Traktaten og Konventionen om Bevarelse af de antarktiske sæler.

## Eksterne links
- undervandskald fra Weddelsæl